# Liste der Naturdenkmale in Bad Rappenau
| Naturdenkmale | Anzahl |
| ------------- | ------ |
| FND           | 5      |
| END           | 13     |
| Gesamt        | 18     |

Die Liste der Naturdenkmale in Bad Rappenau nennt die verordneten Naturdenkmale (ND) der im baden-württembergischen Landkreis Heilbronn liegenden Stadt Bad Rappenau. In Bad Rappenau gibt es insgesamt achtzehn als Naturdenkmal geschützte Objekte, davon fünf flächenhafte Naturdenkmale (FND) und dreizehn Einzelgebilde-Naturdenkmale (END).
Stand: 31. Oktober 2016.

## Flächenhafte Naturdenkmale (FND)
| Name                             | Bild | Kennung     | Einzelheiten | Position | Fläche Hektar | Datum         |
| -------------------------------- | ---- | ----------- | ------------ | -------- | ------------- | ------------- |
| Feuchtfläche am Benzengraben     | BW   | 81250060011 | Bad Rappenau | ⊙        | 0,7           | 18. Juli 1986 |
| Feuchtgebiet am Sesselbach       | BW   | 81250060009 | Bad Rappenau | ⊙        | 1,2           | 18. Juli 1986 |
| Feuchtgebiet „Lettenwiesen“      | BW   | 81250060012 | Bad Rappenau | ⊙        | 0,7           | 18. Juli 1986 |
| Feuchtgebiet „Sumpf“             | BW   | 81250060001 | Bad Rappenau | ⊙        | 0,8           | 18. Juli 1986 |
| Feuchtgebiet „Treschklinger Tal“ | BW   | 81250060013 | Bad Rappenau | ⊙        | 0,2           | 18. Juli 1986 |
| Legende für Naturdenkmal         |      |             |              |          |               |               |

## Einzelgebilde (END)
| Name                       | Bild                        | Kennung     | Einzelheiten | Position | Fläche Hektar | Datum         |
| -------------------------- | --------------------------- | ----------- | ------------ | -------- | ------------- | ------------- |
| Lindengruppe im Schloßpark | BW                          | 81250060002 | Bad Rappenau | ⊙        | 0,0           | 18. Juli 1986 |
| 1 Blutbuche                | Blutbuche rechts vor Kirche | 81250060007 | Bad Rappenau | ⊙        | 0,0           | 18. Juli 1986 |
| 1 Eiche                    | BW                          | 81250060003 | Bad Rappenau | ⊙        | 0,0           | 18. Juli 1986 |
| 1 Linde                    | BW                          | 81250060004 | Bad Rappenau | ⊙        | 0,0           | 18. Juli 1986 |
| 1 Linde                    | BW                          | 81250060006 | Bad Rappenau | ⊙        | 0,0           | 18. Juli 1986 |
| 1 Linde                    | BW                          | 81250060014 | Bad Rappenau | ⊙        | 0,0           | 18. Juli 1986 |
| 1 Linde                    |                             | 81250060016 | Bad Rappenau | ???      | 0,0           | 18. Juli 1986 |
| 1 Mostbirnbaum             | BW                          | 81250060015 | Bad Rappenau | ⊙        | 0,0           | 18. Juli 1986 |
| 1 Mostbirnbaum             | BW                          | 81250060017 | Bad Rappenau | ⊙        | 0,0           | 18. Juli 1986 |
| 1 Mostbirnbaum             | BW                          | 81250060018 | Bad Rappenau | ⊙        | 0,0           | 18. Juli 1986 |
| 1 Platane                  | Platane links               | 81250060008 | Bad Rappenau | ⊙        | 0,0           | 18. Juli 1986 |
| 1 Ulme                     |                             | 81250060005 | Bad Rappenau | ⊙        | 0,0           | 18. Juli 1986 |
| 3 Mostbirnbäume            |                             | 81250060010 | Bad Rappenau | ???      | 0,0           | 18. Juli 1986 |
| Legende für Naturdenkmal   |                             |             |              |          |               |               |